# Cobaea biaurita
Cobaea biaurita là một loài thực vật có hoa trong họ Polemoniaceae. Loài này được Standl. mô tả khoa học đầu tiên năm 1914.